# 松鶴墓園
松鶴墓園是中華人民共和國上海市嘉定區的一座墓園，隸屬嘉定區民政局管理。

## 历史
該墓園原先為何家苗圃，墓園始建於1984年。1987年9月，松鶴墓園正式對外開放。該墓園位於上海國際賽車場西側的嘉松北路3485號，面積960畝，內有福、禄、吉、祥四个小园，另開闢0.2公顷名人区。墓園的門樓上由胡厥文題寫「松鶴墓園」四個大字。胡厥文與尹桂芳的骨灰埋葬於此。

## 名人墓葬
- 胡厥文
- 尹桂芳

## 外部連結
- 官方网站